# 1721년 보스턴의 천연두 유행
1721년 보스턴의 천연두 유행은 1721년 보스턴에서 천연두의 집단발병으로 인해 1721년 4월에서 1722년 2월 사이에 보스턴 인구 10,600명 중 5,759명이 감염되어 844명이 사망한 사건을 말한다. 이 집단 발병은 청교도 목회자인 코튼 매더와 하버드의 의사 잡디엘 보일스턴(Zabdiel Boylston)으로 하여금 13개 식민지에 종두법을 시행하게 되는 계기가 된 것으로 보인다. 이들의 노력으로 인해 매사추세츠만 식민지가 첫 번째 천연두 접종 대상이 되는 등 천연두 접종 시행 및 연구가 가속화되었으며, 서구 사회의 질병 치료에 지대한 영향을 미쳤다. 또한 보스턴의 신문들이 접종 노력에 반대하거나 지지하는 다양한 팜플렛을 발행함에 따라, 질병에 대한 사회적, 종교적 공공 담론이 시행되는 계기가 되었다.

## 전개

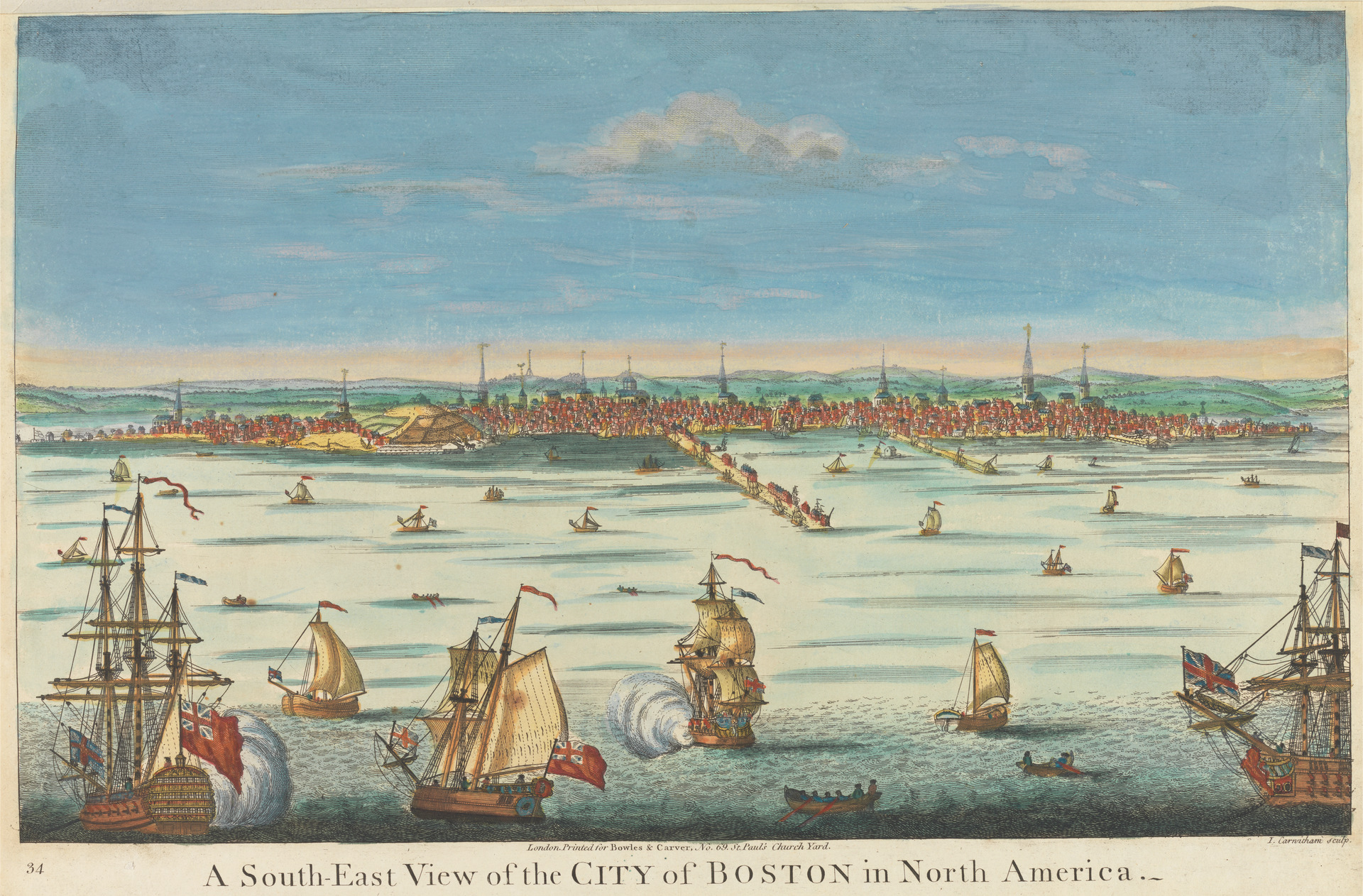
보스턴항의 모습. 1723~1730년으로 추정.

1721년 4월 22일 영국 여객선 HMS 시홀스호가 바베이도스에서 출발하여 토르투가섬에 잠시 정박한 뒤, 방금 천연두에 걸렸다 살아난 선원들과 함께 보스턴에 도착했다. 스펙터클섬의 세관 검역병원은 지난 해 가을에 완치된 천연두 환자들을 포함해 이 배에 타고있던 환자들을 검사했고, 보스턴항으로 통과시킨다. 그러나 선원들 중 한 명은 보스턴항에 도착한지 하루 만에 다시 병에 걸려 다른 선원들을 천연두에 노출시켰다. 이에 따라 보스턴의 수도 관리인은 시홀스호의 선원들을 검사하여 2, 3건의 천연두 환자를 추가로 발견하고는 선박에게 출항할 것을 명령했다. 감염된 선원은 병이 발병했을 때 머무르고 있던 숙박 시설에 급히 격리됐음에도 불구하고, 5월 초 보스턴 항구의 다른 선원 9명이 추가적으로 천연두에 감염된다. 선원들은 스펙터클섬의 그닥 좋지 못한 병원에 격리되었지만, 이로써 바이러스를 억제하는 것은 불가능했다. 5월 26일 코튼 매더는 일기에 "비통한 천연두 재난이 이제 이 마을에 들어왔다"고 기록했다.
보스턴에서 천연두가 마지막으로 발생한 것은 1703년으로, 노인을 제외한 젊은 세대들이 모두 감염에 취약한 상태가 되어 있었다. 6월이 되자 마을은 심각한 공중 보건 위기에 직면하게 되었고, 신앙심이 높은 대중들은 점점 더 신으로부터 처벌의 대상이 되는 것을 걱정하게 되었다. 약 900명의 사람들이 보스턴을 떠나 시골로 도망쳐 바이러스를 퍼뜨린 것으로 보인다. 매사추세츠주 식민지의 입법기관인 주의회(The General Court)는 여름이 끝나갈 무렵 보스턴에서 케임브리지로 옮겨갔으나, 8월부터는 케임브리지에서도 천연두 감염자가 나타나기 시작했다. 제임스 프랭클린의 《뉴잉글랜드 신문The New England Courant》은 8월에 설립되었는데, 초판 제일 앞면에 천연두의 발생과 예방법에 대한 내용을 실었다. 이 신문사는 10월 초 마을 의회에서로부터 천연두 감염 가정의 수를 조사하라는 명령을 받았는데, 조사 결과 감염자 2,757명, 회복자 1,499명, 사망자 203명이 집계되었다. 10월에는 한 달 동안만 411명이 사망하여 질병이 최고조에 달했다. 새뮤얼 세월(Samuel Sewall) 판사는 10월 18일 체클리부인과 친구들 등 이웃들의 죽음을 일기에 기록했다. 추수감사절 설교 또한 이 집단발병의 영향을 받아, 10월 26일 대부분의 교회는 모임 중에 천연두가 퍼질 것을 우려하여 오전 11시에 단 한 번의 설교만 진행하였다. 다음날 세웰 판사는 세웰의 자신의 세입자 중 한 명의 장례식에 참석하기 전에 동네 어린이 에드워드 로슨(Edward Rawson)의 장례식에 참석했고, 금요일 밤 동네의 동료들과 함께 "많은 다른 사람들"이 매장되었다고 기록한다. 보스턴 인구의 8%가 전염병 중에 사망한 것으로 보이며, 회복한 사람의 경우 심각한 흉터나 장애를 가지고 살아난 것으로 보인다.

### 접종캠페인

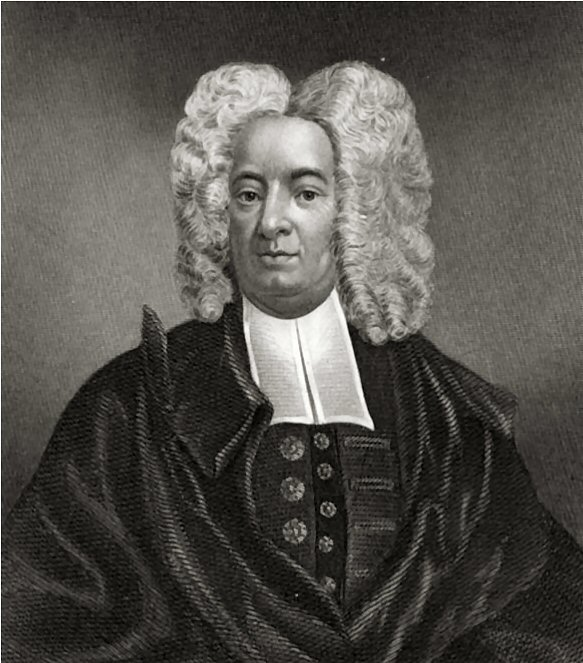
코튼 매더

코튼 매더는 환자나 자원봉사자들에서 천연두를 예방하기 위해 접종 캠페인을 벌일 것을 간청하는 편지를 보스턴의 의사 14명에게 보냈다. 1715년 매더는 노예 오네시무스(Onesimus)로부터 아프리카에서 벌어지는 접종에 대한 이야기를 듣고 흥미를 가지게 되었다. 이후 매더는 터키에서 이루어지는 접종법에 대한 의사 에마뉘엘 티모니의 글을 읽었다.
하버드 대학교의 자브디엘 보일스턴(Zabdiel Boylston)만이 매더의 편지에 동조하여 미국 최초의 접종 캠페인을 시작했다. 1721년 6월 26일, 보일스턴은 6살짜리 아들 토마스를 먼저 접종했고, 그 후 36살짜리 노예와 그 노예의 두 살짜리 아들을 접종시켰는데, 모두 비교적 가벼운 천연두를 앓고 난 후 장애나 큰 흉터 없이 살아남았다. 보일스턴은 이후 안전성에 확신을 가지게 되어 5개월 동안 보스턴 안팎에서 247명을 접종했으며, 6명을 제외하고 모두 생존하였다. 1721년 11월 25일, 그는 하버드대 학생 13명, 교수 에드워드 위글스워스(Edward Wiglesworth), 조교 윌리엄 웰스테드(Willian Welsted)등 15명에게 예방접종을 했는데 모두 생존했다. 코튼 매더는 편지에 보울스톤의 연구를 상세히 기록한 다음과 덧붙였다.
이 실험은 이제 남녀노소를 불문하고 백인과 흑인을 불문하고 수백 명의 사람들에게 행해졌다.

## 논란과 소요

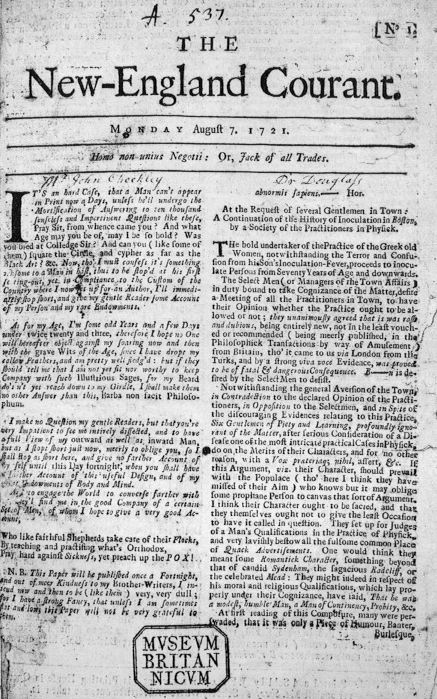
《뉴잉글랜드 신문》의 일면을 장식하고 있는 접종 팜플렛

코튼 매더는 접종이 천연두로부터 사람들을 보호하기 위한 신의 선물이라고 믿었고, 보일스턴 역시 사람들을 천연두로부터 보호하기 위해 접종 캠페인의 의무감을 느꼈다. 다른 사람들, 특히 접종에 대한 지식이 없는 보스턴의 일반인들은 접종 환자들로부터 천연두가 퍼지는 것을 두려워했고 의도적으로 사람들을 감염시킨다는 사실에 격분했다. 또한 그 효능을 의심하는 일부 의사들도 분노했는데, 윌리엄 더글라스(William Douglass)는 팜플렛을 발행할 정도로 매더의 실험을 격렬히 반대했다. 《뉴잉글랜드 신문The New England Courant》에 게재된 한 팜플렛은 다음과 같이 적고 있다.
{{인용문|몇몇은 접종 도구와 독성 체액을 들고 다니면서, 기꺼이 다가오는 모든 사람들을 감염시켰다. 사람이 아침에는 한 가정을 감염시키면서, 저녁에는 신에게 병이 전파되지 않기를 기도할 수 있을까?
더글라스는 자신처럼 공인된 의료인만이 이런 위험한 시술을 해야 한다고 주장하며 접종의 도입을 반대하였다. 보일스턴은 더글라스와 프랑스 현지 의사인 달혼데에 의해 신문에서 돌팔이로 조롱당하고 풍자되었다.
코튼 매더 역시 접종에 대한 소문이 마구 퍼지면서 분노한 대중에게 공포를 느꼈다. 분노한 폭도들은 결국 인두법을 받은 사람들을 스펙터클 아일랜드의 검역소에 격리하도록 강요하기 시작했다. 코튼 매더는 조카인 월터 목사를 접종하고 그가 천연두에서 회복되는 동안 매더 목사의 집에 머물게 해 주겠다고 제의했는데, 폭도들은 월터가 머물고 있는 방에 폭탄을 던졌다. 다행히도 장치는 폭발하지 않았지만, 장치에 묶인 쪽지에는 "코튼 매더, 나는 한때 너의 모임의 한 사람이었지만, 네가 말한 저주받은 양잿물 - 누군지 알면 날 내버려둬라, 이 개야, 그리고 빌어먹을, 이걸로 너에게 접종해 주겠다!"라고 적혀 있었다.